# Le Thou
Le Thou település Franciaországban, Charente-Maritime megyében. Lakosainak száma 2085 fő (2022. január 1.). Le Thou Aigrefeuille-d’Aunis, Ballon, Ciré-d’Aunis, Croix-Chapeau, Forges, Landrais és Thairé községekkel határos.

## Népesség
A település népességének változása:
| Lakosok száma | 792  | 975  | 1024 | 1354 | 1873 | 1875 | 1900 | 1987 | 2020 | 2085 |
|               | 1968 | 1982 | 1990 | 2006 | 2013 | 2015 | 2017 | 2019 | 2020 | 2022 |